# Стеблецова, Анна Олеговна
Анна Олеговна Стеблецова (род. 1 января 1980, Воронеж, СССР) — российский лингвист, доктор филологических наук, профессор.

## Образование
В 1993 году окончила факультет романо-германской филологии Воронежского государственного университета, специальность «филология».
В 2001 году в ВГУ защитила диссертацию на соискание учёной степени кандидата филологических наук по специальности 10.02.19 — Теория языка, тема: «Национально-культурная специфика делового текста: на материале английского и русского языков». В 2016 году в ВГУ защитила диссертацию на соискание учёной степени доктора филологических наук по специальности 10.02.20 — сравнительно-историческое, типологическое и сопоставительное языкознание, тема: «Национальная специфика делового дискурса в сфере высшего образования: на материале англоязычной и русскоязычной письменной коммуникации» (Научный руководитель и научный консультант диссертаций — доктор филологических наук, профессор И. А. Стернин).

## Преподавательская и административная работа в высшей школе
С 1994 года работала в ВГУ: преподавала на кафедре английской филологии факультета романо-германской филологии (1994—2008 гг.). Также исполняла обязанности заместителя декана факультета по работе с иностранными студентами.
С 2008 года по настоящее время — профессор, заведующая кафедрой иностранных языков в Воронежском государственном медицинском университете им. Н. Н. Бурденко.

## Научная деятельность
Профессор А. О. Стеблецова является автором более 120 научных и учебно-методических работ на русском и английском языках (в том числе 2 монографий, статей в ведущих российских и зарубежных статусных научных журналах, учебников и учебных пособий) по лингвистики текста и дискурса, лингвокультурной специфики академического английского языка, вопросам медицинской коммуникации и медицинского перевода. Индекс Хирша — 12.

## Работа в диссертационных советах
Член диссертационного совета Д 212.354.09 в Санкт-Петербургском государственном экономическом университете;
Член диссертационного совета Д 212.038.16 в Воронежском государственном университете.

## Членство в научных организациях
Член Европейской ассоциации преподавателей английского языка в сфере здравоохранения (EALTHY), региональный представитель в Российской Федерации.

## Основные труды

#### Монографии
Стеблецова А. О. Метапрофессиональный деловой дискурс: типология и национальная специфика: монография / А. О. Стеблецова; Федеральное государственное бюджетное образовательное учреждение высшего образования «Воронежский государственный медицинский университет имени Н. Н. Бурденко» Министерства здравоохранения Российской Федерации. — Воронеж: Истоки, 2017. — 310, [1] с.
Стеблецова А. О. Национальная специфика делового общения в англоязычной и русскоязычной коммуникативных культурах: монография / А. О. Стеблецова; Гос. образовательное учреждение высш. проф. образования «Воронежская гос. мед. акад. им. Н. Н. Бурденко». — Воронеж: Издат.-полиграфический центр Воронежского гос. ун-та, 2009. — 206 с.

#### Участие в коллективных монографиях
Торубарова И. И. Стеблецова А. О. Научный медицинский текст в академическом дискурсе / И. И. Торубарова, А. О. Стеблецова. — Воронеж: Издательско-полиграфический центр «Научная книга», 2022. — 180 с.
Нагорнова А. Ю., Файн Т. А., Инновационные технологии российского и зарубежного образования : Коллективная монография / А. Ю. Нагорнова, Т. А. Файн, А. А. Архипова и др.; Ответственный редактор А. Ю. Нагорнова. — Ульяновск: издательство «Зебра», 2018. — 653 с.
Алексеева Н. Т., Алехина М. И. Высшая школа: проблемы и пути их решения / Н. Т. Алексеева, М. И. Алехина, Е. А. Алферова и др. — Воронеж : НОО «Профессиональная наука», 2018.— 299 с.

#### Научные статьи
Стеблецова А. О. Исследовательский диапазон сопоставительного анализа: текст, дискурс, культура / А. О. Стеблецова // Язык и культура в эпоху глобализации : сборник научных статей по итогам Второй всероссийской (национальной) научной конференции с международным участием, Санкт-Петербург, 27—28 октября 2022 года / Санкт-Петербургский государственный экономический университет. — Санкт-Петербург: Санкт-Петербургский государственный экономический университет, 2022. — С. 33—38.
Стеблецова А. О. Национально-культурная специфика научного текста как предмет дескриптивно-сопоставительного анализа / А. О. Стеблецова // Язык. Образование. Культура : Сборник научных трудов по материалам XVI Международной научно-практической электронной конференции, Курск, 23—26 мая 2022 года. — Курск: Курский государственный медицинский университет, 2022. — С. 4—8.
Стеблецова А. О. Науменко Ю. Н. Лингвостилистические проявления русского языкового сознания в академическом медицинском дискурсе / А. О. Стеблецова, Ю. Н. Науменко // Значение как феномен актуального языкового сознания носителя языка : Сборник научных статей. Посвящается памяти доктора филологических наук, профессора Иосифа Абрамовича Стернина / Воронежский государственный университет, Воронежская психолингвистическая ассоциация, Центр коммуникативных исследований имени профессора Иосифа Абрамовича Стернина. Том Выпуск 8. — Воронеж : Издательско-полиграфический центр «Научная книга», 2022. — С. 180—185.

#### Лексикографические ресурсы
Hygiene : a brief glossary of basic terms / Popov Valery Ivanovich, Stebletsova Anna Olegovna, Fertikova Tatyana Evgenevna et al.; edited by Valery I. Popov, Anna O. Stebletsova ; Ministry of public health of Russian Federation, Voronezh state medical university named after N. N. Burdenko. — Moscow : Nauchnaya kniga, 2021. — 86 с.

## Награды
Почетный знак «Милосердие» ВГМУ им. Н. Н. Бурденко.